# Mariya Shorets
Mariya Shorets (en russe : Мария Сергеевна Шорец), née le 9 août 1990  à Saint-Pétersbourg, est une triathlète russe, championne du monde d'aquathlon en 2016.

## Palmarès
Le tableau présente les résultats les plus significatifs (podium) obtenus sur le circuit national et international de triathlon et aquathlon depuis 2011,.
| Année | Compétition                                        | Pays     | Position           | Temps           |
| ----- | -------------------------------------------------- | -------- | ------------------ | --------------- |
| 2017  | Championnat de Russie                              | Russie   | Médaille de bronze | 2 h 18 min 56 s |
| 2016  | Championnat du monde d'aquathlon                   | Mexique  | Médaille d'or      | 0 h 31 min 46 s |
| 2016  | Championnat de Russie                              | Russie   | Médaille de bronze | 2 h 3 min 55 s  |
| 2016  | Championnats d'Europe de triathlon en relais mixte | Portugal | Médaille d'argent  | 1 h 7 min 8 s   |
| 2015  | Championnat de Russie                              | Russie   | Médaille de bronze | 2 h 2 min 35 s  |
| 2015  | Coupe d'Europe - l'étape de Riga                   | Lettonie | Médaille de bronze | 1 h 1 min 24 s  |
| 2014  | Championnat de Russie                              | Russie   | Médaille de bronze | 1 h 57 min 23 s |
| 2011  | Coupe Panaméricaine - l'étape de Valparaiso        | Chili    | Médaille d'argent  | 2 h 8 min 36 s  |